# مارك برايت (لاعب اتحاد الرغبي)
مارك برايت (بالإنجليزية: Mark Bright)‏ هو لاعب اتحاد الرغبي نيوزيلندي، ولد في 29 سبتمبر 1978 في مدينة نيلسون في نيوزيلندا.